# آلیسون باروس مورایس
آلیسون باروس مورایس (به پرتغالی: Alison Barros Moraes) مهاجم اهل برزیل است که در شهر برزیل و در تاریخ ۳۰ ژوئن ۱۹۸۲ به دنیا آمده‌است.
آلیسون باروس مورایس در تیم‌های فوتبال اولسان هیوندای، Daejeon Citizen، Marília، Omiya Ardija سابقهٔ حضور دارد.